# Gerrit Cornelis van Niftrik
Gerrit Cornelis van Niftrik (Arnhem, 24 oktober 1904 – Amsterdam, 25 oktober 1972) was een Nederlands hervormd theoloog.

## Biografie
Van Niftrik werd in 1904 in Arnhem geboren. Zijn vader was Cornelis Leendert van Niftrik, lithograaf en zijn moeder was Johanna Rijksen. Zijn ouders waren orthodox piëtistisch, iets waar Van Niftrik zich later (onder invloed van Karl Barth) tegen verzette. Van Niftrik was aanvankelijk kantoorbediende (1921-1929) en begon pas in 1929 aan zijn theologische studie aan de Universiteit van Utrecht. Van alle theologische opleidingen aan Nederlandse rijksuniversiteiten stond die aan Utrecht bekend als het meest rechtzinnig. Van Niftrik heeft altijd bewust een reformatorisch en rechtzinnig theoloog willen zijn, zij het dat hij tevens zijn onafhankelijkheid wilde bewaren. Reeds tijdens zijn studie werd hij een enthousiast aanhanger van de dialectische theologie van de Zwitserse theoloog Karl Barth. Van Niftrik promoveerde in 1940 bij prof. dr. Maarten van Rhijn op het proefschrift Sola fide. De rechtvaardigingsleer in de nieuwere theologie. Hierin behandelde hij met instemming de rechtvaardigingsleer van Barth. Hij bekritiseerde fel de rechtvaardigingsleer van de rooms-katholieken en van grote negentiende-eeuwse protestantse dogmaticus Albrecht Ritschl.
G.C. van Niftrik was hervormd predikant te Schraard (1932), Vollenhove (1934), Rijnsburg (1938) en te Zeist (1945-1946).
In 1946 werd hij benoemd tot kerkelijk hoogleraar aan de Universiteit van Amsterdam met als leeropdracht dogmatiek, vaderlandse kerkgeschiedenis en apostolaatstheologie. Als barthiaan zag hij het als zijn taak de dialectische theologie onder de aandacht te brengen, niet alleen bij zijn studenten, maar ook bij een breder publiek. Hij ergerde zich kennelijk aan de in zijn beleving onterechte kritiek die op Barth werd geuit in de "kerkelijke pers". Zijn publicatie Zie, de Mens! (1951) is geheel gewijd aan de verklaring van de  antropologie van Barth. Van Niftrik ging er dan wel van uit dat zijn weergave van Barth de juiste is. Overigens was Van Niftrik het zeker niet altijd met Barth eens. Zo bleef Van Niftrik een pleitbezorger van de kinderdoop en bleef hij, anders dan Barth, voorstander van confessionele politiek. Wel verwierp hij evenals Barth met kracht de antithese wat onder meer ten uiting kwam in zijn verzet om overal christelijke lagere scholen te stichten. Volgens Van Niftrik moesten christenen zich niet in een "getto opsluiten".
Kenmerkend voor zijn zelfstandig optreden binnen de orthodoxie was zijn belangstelling voor de moderne filosofie. Zo schreef hij een boekje over de existentiefilosofie van Jean-Paul Sartre. Dat Sartre het bestaan van God verwierp vond hij niet bezwaarlijk: Sartre verwerpt 'god', maar niet de van nature onkenbare Ganz Andere, de God en Vader van Jezus Christus. Van Niftrik betoogde dat Sartre met diens existentialisme het Bijbels denken naderde. Van Niftrik betuigde ook zijn instemming met het kerygmatische aspect van de theologie van Rudolf Bultmann.
In zijn latere leven, mede onder invloed van de veranderingen in de theologie en de samenleving in de jaren 60 schoof Van Niftrik theologisch en politiek op naar rechts. Hij weigerde de apartheidspolitiek in Zuid-Afrika te veroordelen en maakte zich zorgen over de "horizontalistische" prediking in de kerken. Van Niftrik werd steeds conformistischer in zijn theologische opvattingen en van zijn originele opvattingen bleef maar weinig over. In 1971 was hij een van de opstellers van het Getuigenis aan de Gemeente van Jezus Christus waarin afstand werd genomen van het horizontalisme en waarin oude "waarheden" (d.w.z. waarheden volgens de orthodoxie zoals die vroeger eens waren geformuleerd en waar men nu niet meer aan mocht komen). Tegen het Getuigenis rees veel verzet, onder andere van Jan Buskes. Veel oud-studenten van Van Niftrik keerden zich nu tegen hem, iets wat hem overigens niet onberoerd liet. Van Niftrik vond ook dat hij verkeerd werd begrepen: hij was absoluut niet tegen maatschappelijke betrokkenheid van een christen, maar wel tegen politiek op de kansel. Nog tijdens het debat over het Getuigenis overleed Van Niftrik in 1972 op 68-jarige leeftijd.
Gerrit Cornelis van Niftrik was lid van de Confessionele Vereniging.

## Kleine Dogmatiek
Tijdens de Tweede Wereldoorlog werkte Van Niftrik aan wat zijn bekendste boek zou worden, de Kleine Dogmatiek die hij in opdracht schreef van de Nederlands Hervormde synode. In dit boek, dat in 1944 verscheen (en vele verbeterde en uitgebreide herdrukken beleefde) komen alle belangrijke christelijke/reformatorische leerstukken voorbij. De Kleine Dogmatiek behandelt al deze thema's aan de hand van de Apostolische Geloofsbelijdenis. Het boek is een fraai voorbeeld van barthiaanse theologie in Nederland.

## Politieke betrokkenheid
Gerrit van Niftrik was lid van de Christelijk Historische Unie (CHU) en was na de oorlog enige jaren lid van het hoofdbestuur. Anders dan Barth was Van Niftrik niet tegen christelijke partijvorming. Van Niftrik was een groot voorstander van één christendemocratische partij waarin CHU, ARP en KVP in op zouden gaan.

## Werken (selectie)
- Staat en kerk (1939)
- Sola fide. De rechtvaardigingsleer in de nieuwere theologie (proefschrift, 1940)
- De Boodschap van Karl Barth (1940)
- Kleine Dogmatiek (1944)
- De belijdenis aller eeuwen. Korte verklaring van de apostolische geloofsbelijdenis (1949)
- Zie, de Mens! Beschrijving en verklaring van de anthropologie van Karl Barth (1951)
- De boodschap van Sartre (1951)
- Hervormd-Luthers gesprek over het Avondmaal (met Conrad Willem Mönnich 1956)
- De hemel. Over de ruimtelijkheid van God (1968)
- Waar zijn onze doden? (1970)
- Getuigenis aan de Gemeente van Jezus Christus (1971)